# Romulea collina
Romulea collina är en irisväxtart som beskrevs av John Charles Manning och Peter Goldblatt. Romulea collina ingår i släktet Romulea och familjen irisväxter. Inga underarter finns listade i Catalogue of Life.